# Szary Staw
Szary Staw – niewielki staw zlokalizowany w północnej części szczecińskiego osiedla Niemierzyn. Jest to najmniejszy pod względem wielkości z trzech zbiorników wodnych położonych na terenie Ogródków Działkowych "Skarbówka", które znajdują się na wschód od ul. Fryderyka Chopina.